# Tarphius kiesenwetteri
Tarphius kiesenwetteri is een keversoort uit de familie somberkevers (Zopheridae). De wetenschappelijke naam van de soort werd in 1870 gepubliceerd door Lucas Friedrich Julius Dominikus von Heyden.